# ديفيد جون سايكس
ديفيد جون سايكس هو سياسي كندي، ولد في 10 أكتوبر 1865، وتوفي في 1941. انتخب عضو المجلس التشريعي في ساسكاتشوان ‏.